# 第8回全日本実業団対抗駅伝競走大会
第8回全日本実業団対抗駅伝競走大会（だい8かいぜんにほんじつぎょうだんたいこうえきでんきょうそうたいかい）は1963年12月15日に三重県で開催された全日本実業団対抗駅伝競走大会である。

## 概要
レースは後半になって、強風が吹き荒れる中で行われた。1区では前回優勝の八幡製鐵が1位になるも、2区で東急が前回1区区間2位の船井照夫が区間新記録で逆転しそのままゴール、2大会ぶり2回目の優勝を飾った。2位には第1回以来の出場となった旭化成が入った。また、のちに優勝を果たす電電中国や日産自動車は今大会で初出場となった。

## 出場チーム
- 旭化成（7大会ぶり2回目）
- 石川島播磨（初出場）
- 神戸製鋼（8大会連続8回目）
- 鈴木自動車（2大会連続2回目）
- 住友金属（2大会ぶり6回目）
- 全鐘紡（3大会連続4回目）
- 中央発條（8大会連続8回目）
- 帝人三原（3大会連続3回目）
- 電電中国（初出場）
- 東急（4大会連続4回目）
- 東洋工業（3大会連続3回目）
- 東洋ベアリング（8大会連続8回目）
- 東洋レーヨン（4大会連続4回目）
- 日産自動車（初出場）
- 日立電線（初出場）
- 明治製菓（5大会連続5回目）
- 八幡化学（2大会ぶり2回目）
- 八幡製鐵（8大会連続8回目）
- リッカーミシン（4大会連続6回目）

## 成績
- 1位　東急　4時間16分13秒
- 2位　旭化成　4時間18分37秒
- 3位　東洋工業　4時間19分11秒
- 4位　八幡製鐵　4時間20分42秒
- 5位　東洋ベアリング　4時間21分11秒
- 6位　リッカーミシン　4時間22分28秒
- 7位　鈴木自動車　4時間23分4秒
- 8位　電電中国　4時間24分19秒
- 9位　全鐘紡　4時間24分53秒
- 10位　明治製菓　4時間25分26秒
- 11位　神戸製鋼　4時間25分56秒
- 12位　日産自動車　4時間26分52秒
- 13位　東洋レーヨン　4時間27分6秒
- 14位　八幡化学　4時間29分23秒
- 15位　帝人三原　4時間31分9秒
- 16位　中央発條　4時間32分13秒
- 17位　住友金属　4時間32分54秒
- 18位　石川島播磨　4時間39分6秒
- 19位　日立電線　4時間40分28秒

## 区間賞
※は区間記録更新
- 1区　土谷和夫（八幡製鐵）47分55秒※
- 2区　船井照夫（東急）46分45秒※
- 3区　児玉哲男（旭化成）30分36秒※
- 4区　佐藤清（鈴木自動車）31分19秒※
- 5区　中尾隆行（東急）47分40秒
- 6区　上岡忠明（東洋工業）24分52秒
- 7区　高橋美紀（東洋工業）24分43秒